# Пахтакорський район
Пахтакорський район (узб. Пахтакор тумани, Paxtakor tumani) — район у Джиззацькій області Узбекистану. Розташований на сході області. Утворений 9 січня 1967 року. Центр — місто Пахтакор.